# Puressence
I Puressence sono una band britannica degli anni '90.

## Storia
I Puressence si sono formati a Failsworth nel 1991. In piena ondata Britpop, i Puressence si sono fatti largo con un proprio stile, a metà tra l'epicità anni '80 e il rock'n'roll anni '90.
Tra le canzoni di maggior spicco:
- Sharpen Up The Knives
- Never Be The Same Again
- It Doesn't Matter Anymore

In particolare quest'ultima ha avuto un'ottima visibilità su MTV Italia nel 1998.

## Discografia

### Album Studio
| Data           | Album                    | UK  | GRE |
| -------------- | ------------------------ | --- | --- |
| Aprile 1996    | Puressence               | N/A | -   |
| Agosto 1998    | Only Forever             | 36  | -   |
| Ottobre 2002   | Planet Helpless          | 81  | 4   |
| Settembre 2007 | Don't Forget To Remember |     | 11  |

### Singoli
| Anno | Canzone                            | UK  | UK Ind. | Album                    |
| ---- | ---------------------------------- | --- | ------- | ------------------------ |
| 1992 | Siamese/Scapa Flow                 | -   | -       | -                        |
| 1992 | Petrol Skin EP                     | -   | -       | Petrol Skin EP           |
| 1993 | Offshore                           | -   | -       | -                        |
| 1995 | I Suppose                          | 190 | -       | Puressence               |
| 1995 | Fire                               | 132 | -       | Puressence               |
| 1996 | India                              | 109 | -       | Puressence               |
| 1996 | Traffic Jam in Memory Lane         | 105 | -       | Puressence               |
| 1996 | Casting Lazy Shadows               | 89  | -       | Puressence               |
| 1998 | This Feeling                       | 33  | -       | Only Forever             |
| 1998 | It Doesn't Matter Anymore          | 47  | -       | Only Forever             |
| 1998 | All I Want                         | 39  | -       | Only Forever             |
| 1998 | All I Want/Never Be The Same Again | 39  | -       | Only Forever             |
| 2002 | Walking Dead                       | 40  | -       | Planet Helpless          |
| 2006 | Palisades/Moonbeam                 |     | 5       | Don't Forget To Remember |
| 2007 | Drop Down to Earth                 | 56  |         | Don't Forget To Remember |